# Alberto Coramini
Alberto Coramini (Maserà di Padova, 2 agosto 1944 – Teolo, 17 febbraio 2015) è stato un calciatore italiano, di ruolo difensore.
È morto, all'età di settant'anni, nella sua casa di Bresseo a Teolo.

## Caratteristiche tecniche
Schierato in campo prevalentemente come difensore, poteva essere utilizzato anche nella posizione più avanzata di mediano a centrocampo.

## Carriera
Cresciuto nelle giovanili della Juventus, dove entrò all'età di sedici anni, fece le prime comparsate in prima squadra all'inizio degli anni 1960 grazie all'allenatore Paulo Amaral. Nella stagione 1964-1965, la prima da calciatore professionista, non scese mai in campo in campionato; ciò nonostante, nel settembre del 1964 ebbe modo di debuttare in maglia bianconera in Coppa Italia, disputando in totale due incontri nella vittoriosa edizione in cui i piemontesi di Heriberto Herrera trionfarono in finale sull'Inter.
Di fatto tra le seconde linee della formazione torinese, in quell'annata Coramini ebbe il suo quarto d'ora di popolarità quando il ginnasiarca Herrera – tecnico che predicava la cultura del lavoro e della disciplina, rifuggendo da individualismi e privilegi – se ne uscì un giorno davanti alla stampa con la massima: «Coramini e Sívori, per me sono uguali»: un'equazione che voleva essere una sintesi del concetto heribertiano di squadra, paragonando l'acerbo e sconosciuto ventenne al ben più famoso Cabezón.
Dopo un buon torneo trascorso in prestito al Potenza, in Serie B, Coramini tornò a Torino, dove il 15 gennaio 1967 esordì in Serie A, in occasione della vittoria interna 2-0 sul Lanerossi Vicenza; questa rimase l'unica sua presenza in quel campionato, che gli bastò per fregiarsi della conquista dello scudetto, vinto in rimonta all'ultima giornata contro una Grande Inter al suo crepuscolo. Nella stagione seguente venne impiegato più frequentemente, mettendo a referto con quella Juve Operaia 11 incontri in A e varie partite nelle coppe, compresa la semifinale di ritorno della Coppa dei Campioni contro il Benfica di Eusébio, l'ultima gara giocata in bianconero dal difensore.
Nell'estate del 1968 venne ceduto al neopromosso Pisa, formazione che si accingeva a disputare il suo primo torneo di massima categoria del secondo dopoguerra. Coramini scese in campo in 14 occasioni nell'arco di un campionato chiuso dai nerazzurri al penultimo posto. Restò in Toscana per altre due stagioni, anche dopo la retrocessione pisana in Serie C, prima di trasferirsi in Veneto. Qui giocò quattro campionati di C tra le file del Padova, debuttando coi biancoscudati il 19 novembre 1972 nella sconfitta 1-3 contro l'Alessandria, e disputando l'ultima partita il 17 giugno 1976, un 1-0 sul Legnano. Seguirono infine due tornei di Serie D nel Belluno, squadra con cui appese gli scarpini al chiodo nel 1978.
In carriera ha totalizzato complessivamente 26 presenze in Serie A e 76 presenze e una rete in Serie B.

## Palmarès
- Coppa Italia: 1

Juventus: 1964-1965
- Campionato italiano: 1

Juventus: 1966-1967